# STEAP1B
STEAP1B (англ. STEAP family member 1B) – білок, який кодується однойменним геном, розташованим у людей на 7-й хромосомі. Довжина поліпептидного ланцюга білка становить 245 амінокислот, а молекулярна маса — 28 815.
| 10         |  | 20         |  | 30         |  | 40         |  | 50         |
| ---------- |  | ---------- |  | ---------- |  | ---------- |  | ---------- |
| MESRKDITNQ |  | EEIWKMKPRR |  | NLEDNDYLQT |  | AHADEFDCPS |  | ELQHAQELFP |
| QWHLPIKIAA |  | VMASLTFLYT |  | LLREVIHPLA |  | TSHQQYFYKI |  | PILVINKVLP |
| MVSITLLALV |  | YLPGVIAAIV |  | QVHNGTKYKK |  | FPHWLDKWML |  | TRKQFGLLSL |
| FFAVLHAIYT |  | LSYAMRRSYR |  | YKLLNWAYQQ |  | VQQNKEDAWI |  | EHDVWRMEIY |
| VSLGIVGLAI |  | LALLAVTSIP |  | SVSDSLTWRE |  | FHYIQVHGRI |  | NFLTL      |

A: Аланін

C: Цистеїн

D: Аспарагінова кислота

E: Глутамінова кислота

F: Фенілаланін

G: Гліцин

H: Гістидин

I: Ізолейцин

K: Лізин

L: Лейцин

M: Метіонін

N: Аспарагін

P: Пролін

Q: Глутамін

R: Аргінін

S: Серин

T: Треонін

V: Валін

W: Триптофан

Задіяний у такому біологічному процесі, як альтернативний сплайсинг. 
Локалізований у мембрані.